# Santos Football Club
El Engen Santos es un club de fútbol de Sudáfrica, de la ciudad de Ciudad del Cabo. Fue fundado en 1982 y juega en la Primera División de Sudáfrica.

## Palmarés

### Torneos nacionales
- Premier Soccer League (1): 2001/02
- Copa de Sudáfrica (2): 2001 y 2003
- MTN 8 (1): 2002